# Immeuble au 11, rue Kervégan de Nantes
L'immeuble, bâti au XVIIIe siècle, est situé au numéro 11 de la rue Kervégan à Nantes, en France. Il a été inscrit au titre des monuments historiques en 1984. L'édifice forme, avec le bâtiment situé aux numéros 9 et 9bis, quai Turenne, une cour intérieure baptisée Cour ovale.

## Historique
Le bâtiment est classé au titre des monuments historiques par arrêté du 5 décembre 1984.

## Architecture
La "cour ovale" comporte six fenêtres datant du XVIIIe siècle qui possèdent des carreaux d'origine intacts. Ces carreaux bleuis à relief gouttelé sont typiques des méthodes irrégulières des verreries de l'époque.
Les paliers ouvrent sur des balcons qui constituent des espaces de circulation pourvus de garde-corps de ferronnerie dont le travail minutieux, très délicat pour l'époque, renforce l'élégance de la cour.
Ces balcons sont situés entre deux colonnes de latrines, utilisées à l'origine comme cabinets de toilette, et qui ont changé d'usage pour réunir aujourd'hui l'ensemble des câblages électriques et conduites d'eau à destination des habitations.
Les façades et les toitures sur rue et sur cour sont classés aux Monuments Historiques, ainsi que les ferronneries, les menuiseries, la cage d'escalier et la rampe.